# Ivan Rudež
Ivan Rudež, hrvatski košarkaški trener. U karijeri je do danas trenirao slovačku reprezentaciju, klub u Ženevi, slovačkoj Prievidzi, te austrijskoj Vienni. 18. travnja 2020. postao je trenerom nizozemskog prvoligaša Donara iz Groningena. Ivan Rudež je brat hrvatskoga košarkaškog reprezentativca Damjana Rudeža. Trenirao je još i Karlsruhe PS, Cibonu i Cedevitu.